# Só Pra Contrariar
Só Pra Contrariar (en español: Sólo Para Oponerse) o también llamados simplemente como SPC, es un grupo musical brasileño formado en 1987 por el cantautor brasileño Alexandre Pires y sus otros compañeros, en ellos está su hermano Fernando Pires. Sus estilos musicales son Reggae, Pagode, Salsa, Merengue y Samba reggae, encajando con la música brasileña y su ritmo. Les llegó el éxito cuando publicaron la canción Cuando Acaba el Placer y firmaron su primer contrato con BMG.

## Biografía
En 1989 apareció un gran resurgimiento del samba en Brasil, pero con un nombre más genérico y que incluía a un mayor número de grupos ritmos y fusiones.
Uno de los grupos que encabezaron este movimiento fue Só Pra Contrariar. Este grupo está encabezado por Alexandre Pires, vocalista, guitarrista y líder del grupo, al que debemos añadir un tándem de primeros instrumentistas como Serginho Salles en la sección de teclas, Luisinho Vital al bajo, Hamilton Faria que hace las delicias de todos con un cálido saxo, Fernando Pires en la batería, y en la sección de percusión tres almas que llevan el ritmo en el cuerpo Juliano Pires, Luis Fernando, y Rogerio Viana. 
La formación consiguió firmar con BMG internacional y entre sus muchas colaboraciones cabe destacar la de Gloria Estefan en la canción Santo Santo, todo un alarde de inspiración y calidad latina. Tuvieron varios álbumes durante los años 90 pero el quinto disco que tuvieron, lanzado en 1997, ayudó a que la banda ganara el disco triple de diamantes con 3 millones de copias vendidas. 
Grabaron su primer disco en español en 1998, con 700.000 copias vendidas. Con este disco fueron famosos gracias a la canción Cuando Acaba el Placer y con este ganaron varios premios mundiales. Al año siguiente publican el segundo álbum en español Juegos de Amor.

## Discografía

### Álbumes de estudio
- 1993: Que Se Chama Amor - 500.000 copias[4]
- 1994: Meu Jeito de Ser - 800.000 copias[5]
- 1995: O Samba Não Tem Fronteiras - 1.200.000 copias[6]
- 1997: Depois do Prazer - 4.200.000 copias[7]
- 1999: Interfone - 1.800.000 copias[8]
- 2000: Bom Astral - 2.800.000 copias[9]
- 2000: Santo Santo - 3.200.000[10]
- 2003: Produto Nacional I - 2.500.000 copias[11]
- 2004: Produto Nacional II - 1.800.000 copias[12]
- 2007: Seguindo Em Frente - 1.500.000 copias[13]

### Álbumes en vivo
- 1996: Só Pra Contrariar Futebol Clube - SPC Ao Vivo - 350.000 copias
- 2001: Só Pra Contrariar: Acústico - 200.000 copias

### Sencillos
| Año  | Canción                                                        | Álbum                                         |
| ---- | -------------------------------------------------------------- | --------------------------------------------- |
| 1993 | Que Se Chama Amor                                              | Que Se Chama Amor                             |
| 1993 | A Barata                                                       | Que Se Chama Amor                             |
| 1993 | Domingo                                                        | Que Se Chama Amor                             |
| 1993 | Out Door                                                       | Que Se Chama Amor                             |
| 1994 | Meu Jeito de Ser                                               | Meu Jeito de Ser                              |
| 1994 | Essa Tal Liberdade                                             | Meu Jeito de Ser                              |
| 1994 | É Bom Demais                                                   | Meu Jeito de Ser                              |
| 1994 | Primeiro Amor                                                  | Meu Jeito de Ser                              |
| 1994 | O Amor, Você e Eu                                              | Meu Jeito de Ser                              |
| 1994 | Você Vai Voltar Pra Mim                                        | Meu Jeito de Ser                              |
| 1995 | Tão Só                                                         | O Samba não Tem Fronteiras                    |
| 1995 | Nunca Mais Te Machucar                                         | O Samba não Tem Fronteiras                    |
| 1995 | Dói Demais                                                     | O Samba não Tem Fronteiras                    |
| 1995 | Nosso Sonho Não É Ilusão                                       | O Samba não Tem Fronteiras                    |
| 1996 | O Samba Não Tem Fronteiras                                     | Só pra Contrariar Futebol Clube - SPC ao Vivo |
| 1997 | Depois do Prazer                                               | Depois do Prazer                              |
| 1997 | Mineirinho                                                     | Depois do Prazer                              |
| 1997 | Quando é Amor                                                  | Depois do Prazer                              |
| 1998 | Tá Por Fora                                                    | Depois do Prazer                              |
| 1998 | Você de Volta                                                  | Depois do Prazer                              |
| 1998 | Minha Metade                                                   | Depois do Prazer                              |
| 1998 | Amor Verdadeiro                                                | Depois do Prazer                              |
| 1999 | Sai da Minha Aba                                               | Interfone                                     |
| 1999 | Interfone                                                      | Interfone                                     |
| 1999 | Machuca Demais                                                 | Interfone                                     |
| 2000 | Santo Santo                                                    | Santo Santo                                   |
| 2000 | Você Virou Saudade                                             | Bom Astral                                    |
| 2000 | Quem Dera                                                      | Bom Astral                                    |
| 2000 | Teu Olhar                                                      | Bom Astral                                    |
| 2001 | Vem me Livrar Desse Abandono                                   | Bom Astral                                    |
| 2001 | Final feliz (part. Caetano Veloso                              | Só pra Contrariar - Acústico                  |
| 2003 | Minha fantasia                                                 | Produto Nacional I                            |
| 2003 | A Rede                                                         | Produto Nacional I                            |
| 2003 | Reconciliação                                                  | Produto Nacional I                            |
| 2004 | Ela é Jogo Duro                                                | Produto Nacional II                           |
| 2004 | Do Jeito Q’ Eu Gosto                                           | Produto Nacional II                           |
| 2007 | Pra Ficar Contigo                                              | Seguindo em Frente                            |
| 2007 | Nascí Para Te Amar                                             | Seguindo em Frente                            |
| 2010 | Você Vai Voltar Pra Mim/ Vida Colorida (Part. Saulo Fernandes) | Só pra Contrariar: Simbora Meu Povo - Ao Vivo |

## Formación

### Miembros
- Fernando Pires - batería
(1987-presente)

### Exmiembros
- Alexandre Pires - voz
(1987-2000)
- Juliano - percusión
(1987-2005)
- Rogério - Chelo
(1987-2005)
- Serginho - Teclados
(1987-2005)
- Hamilton - Saxofón
(1987-2005)
- Luiz Fernando - Pandereta
(1987-2005)
- Alexandre Popó - Surdo
(1987-2005)
- Luis Antônio - Viola, Guitarra
(1987-2005)
- Luisinho Vital - Bajo
(1987-2005)